# Kamienica przy Placu Uniwersyteckim 7 we Wrocławiu
Kamienica przy Placu Uniwersyteckim 7 – kamienica o rodowodzie średniowiecznym znajdująca się w centrum Wrocławia, na Placu Uniwersyteckim. 

## Historia
W średniowieczu na działkach 7–10 znajdowały się drewniane budynki o konstrukcji plecionkowej lub szkieletowej. Pierwsze budynki murowane pojawiły się tutaj w późnym średniowieczu, choć na tylnej części działek wciąż znajdowały się drewniane oficyny o konstrukcji szkieletowej.
Obecna sześciokondygnacyjna kamienica kalenicowa wzniesiona została w miejsce jednopiętrowego budynku drewnianego, przed 1870 rokiem lub jak podaje Zabłocka-Kos w 1887 roku w stylu neomanierystycznym i/lub neorenesansowym. Jej projektantem był W. Tilgner. Kamienica ma sześcioosiową elewację, przy czym w dwóch osiach środkowych znajduje się trzykondygnacyjny, o szerokości dwóch osi wykusz po jednym oknem na każdej kondygnacji. Całość bryły budynku zamyka wydatny gzyms. Wielkość kamienicy, znacznie odbiegająca od sąsiednich kamienic, wskazuje na jej przeznaczenie: kamienicy czynszowej z luksusowymi mieszkaniami. Mieszkańcami kamienicy byli bogaci kupcy.    

### Po 1945
Podczas działań wojennych w 1945 roku kamienica nie została poważnie uszkodzona. Od marca 2017 do czerwca 2018 roku była kompleksowo rewitalizowana. Prace pochłonęły ponad 3 mln 200 tys. zł. Ich wykonawcą było Przedsiębiorstwo Budowlane Sawrem s.c. Danuta Sawińska Tomasz Sawiński. 